# Aegimus
Aegimus sau Aegimius (greacă Αίγιμος sau Αιγίμιος) a fost unul dintre cei mai vechi medici greci.

## Biografie
Datele biografice sunt puține și incerte. Avem câteva relatări la Galen și la Plinius cel Bătrân.
Aegimus s-a născut în Velia.
Se pare că a trăit anterior perioadei lui Hippocrate, adică în secolul al V-lea î.Hr.

## Activitate
Principala sa scriere Περί Παλμων ("Peri Palmon", lat. De Palpitationibus) este dispărută. Acest "Tratat asupra pulsului" este menționat de Galen , care sugerează că este prima lucrare privind acest subiect.